# Schlern-Gruppe (Lithostratigraphie)

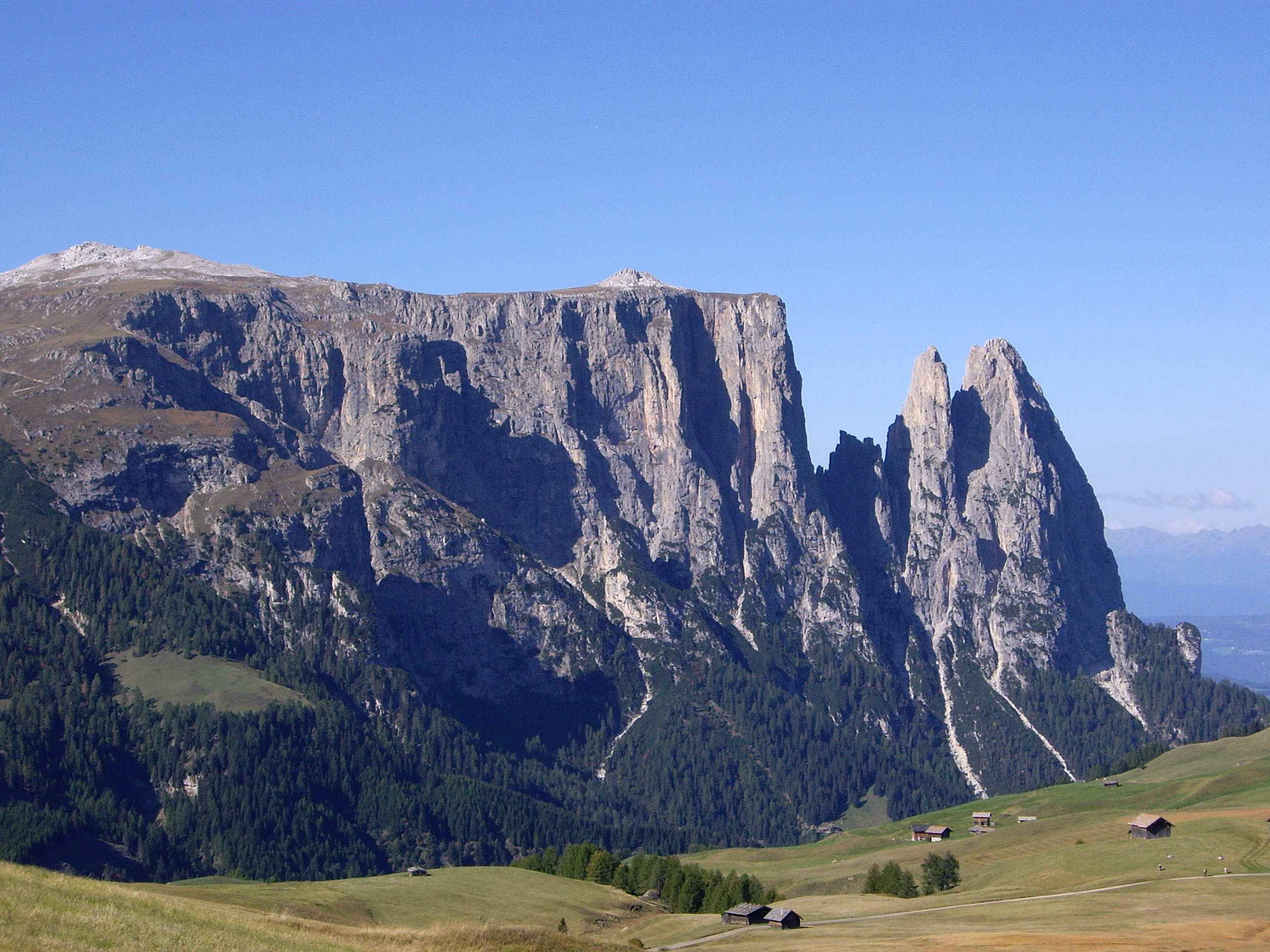
Der für die Gruppe namensgebende Schlern besteht an den Steilabhängen an der Westseite vor allem aus prävulkanischen Dolomiten der Rosengarten-Formation und an der Ostseite zur Seiser Alm hin aus postvulkanischen Dolomiten der Rosszähne-Formation.

Die Schlern-Gruppe (italienisch Gruppo dello Sciliar) ist eine lithostratigraphische Gruppe in den Südalpen.
Die Gruppe wird aus triassischen Karbonatplattformen aus dem oberen Anisium bis ins untere Karnium gebildet. Die Karbonate kommen in Plattform-Fazies vor, beziehungsweise als Hangfazies an den Abhängen der Karbonatplattformen. Typisch für die Abhänge sind meist 30 bis 35 Grad steil abfallende Schichtungen, sogenannte Klinoformen zu den Beckenbereichen hin, wo sie meist mit den Beckensedimenten wie etwa der Wengen-Formation oder der Sankt-Cassian-Formation verzahnt sind.
Im Gebiet der westlichen Dolomiten wird die Gruppe von der anisischen Contrin-Formation unterlagert und von der Raibl-Gruppe überlagert. Die Gruppe wird in die prävulkanische Rosengarten-Formation und in eine postvulkanische Subgruppe unterteilt. Die postvulkanische Subgruppe wird in die Rosszähne-Formation, den Cassianer Dolomit und die Selladolomit-Subgruppe unterteilt.